# Aiphanes simplex
Aiphanes simplex är en enhjärtbladig växtart som beskrevs av Karl Ewald Maximilian Burret. Aiphanes simplex ingår i släktet Aiphanes och familjen Arecaceae.
Artens utbredningsområde är Colombia. Inga underarter finns listade i Catalogue of Life.